# Lisieux
Lisieux je mesto in občina v severozahodni francoski regiji Spodnji Normandiji, podprefektura departmaja Calvados. Leta 2006 je mesto imelo 23.343 prebivalcev.

## Geografija
Kraj leži v severozahodni francoski pokrajini Pays d'Auge (Normandija), na dnu doline reke Touques, na cesti med Parizom in Caenom.

## Uprava
V Skupnost občin Lisieux Pays d'Auge je vključeno 24 občin in šteje 36.085 prebivalcev (v letu 2004).
Lisieux se je leta 1960 združil z občino Saint Jacques. Kraj je sedež treh kantonov:
- Kanton Lisieux-1 (del Lisieuxa, občine Beuvillers, Cordebugle, Courtonne la Meurdrac, Fauguernon, Firfol, Fumichon, Glos, Hermival les Vaux, L'Hôtellerie, Marolles, Le Mesnil Guillaume, Moyaux, Ouilly du Houley, Ouilly le Vicomte, Le Pin, Rocques: 12.011 prebivalcev),
- Kanton Lisieux-2 (del Lisieuxa, občina Saint Martin de la Lieue: 13.362 prebivalcev),
- Kanton of Lisieux-3 (del Lisieuxa, občine La Boissière, La Houblonnière, Lessard-et-le-Chêne, Le Mesnil Eudes, Le Mesnil Simon, Les Monceaux, Le Pré d'Auge, Prêtreville, Saint Désir, Saint-Germain de Livet, Saint Jean de Livet in Saint Pierre des Ifs: 12.419 prebivalcev).

Mesto je prav tako sedež okrožja, v katerega so poleg njegovih vključeni še kantoni Blangy-le-Château, Cambremer, Dozulé, Honfleur, Livarot, Mézidon-Canon, Orbec, Pont-l'Évêque, Saint-Pierre-sur-Dives in Trouville-sur-Mer s 140.504 prebivalci.

## Zgodovina
Kraju je dalo ime keltsko pleme Lexovii. V antiki je bil poznan kot Noviomagus oz. Noviomagus Lexoviorum.
Prvi znani škof v Lisieuxu je bil Theodibandes, omenjen v povezavi s Koncilom leta 538. Med njegovimi nasledniki je bil najbolj znan Freculfus (umrl 850), učenec šole, ustanovljene od Karla Velikega, in avtor splošne zgodovine. Na Konkordatu 1862 je bila starodavna škofija Lisieux združena s sosednjo v Bayeuxu.
Katoliška vdanost sv. Tereziji iz Lisieuxa
(1873-97), ki je živela v kraju Carmel de Lisieux, je naredila za najpomembnejši romarski kraj v Franciji za Lourdesom.
- 1906: prvi vzlet helikopterja, ki ga je skonstruiral Paul Cornu.
- 6. junij 1944: bombardiranje Lisieuxa (več kot 800 žrtev), kraj je bil delno uničen.
- 23. avgust 1944: osvoboditev kraja s strani zavezniških vojakov

## Zanimivosti
- Katedrala sv. Petra, grajena med 1170 in sredino 13. stoletja;
- Bazilika sv. Terezije je bila posvečena 11. julija 1954. Sam zvonik je bil dokončan leta 1975 in je visok 45 metrov.
- Carmel;
- škofijski vrt Jardin de l'Evêché je bil postavljen  v drugi četrtini 19. stoletja in meji na Cour Matignon, rue Condorcet in Boulevard Carnot.

## Pobratena mesta
- Saint-Georges (Quebec, Kanada),
- Taunton (Anglija, Združeno kraljestvo).